# 瑪格理特·海克勒

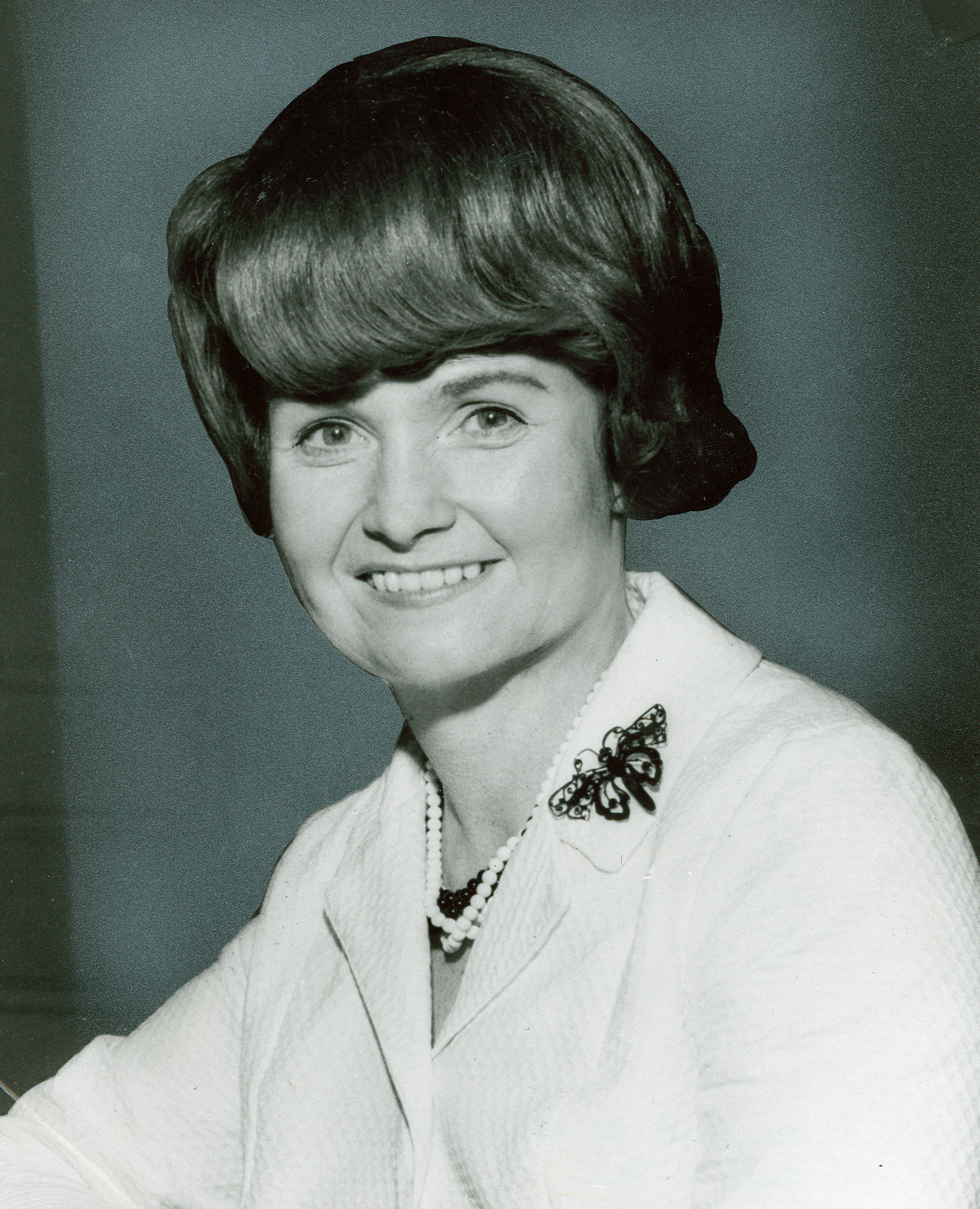
海克勒

玛格理特·海克勒(英语：Margaret Mary Heckler；1931年6月21日-2018年8月6日），美國政治人物，麻薩諸塞州共和黨黨員，自1967年至1983年在美國眾議院任職八屆任期後來，衛生和公共服務部長以及羅納德里根總統任內的美國駐愛爾蘭大使。在她1982年的失敗後，2007年的特別選舉中，沒有女性會從麻薩諸塞州當選國會直到Niki Tsongas當選。

## 人物生平
她出生於紐約法拉盛的Margaret Mary O'Shaughnessy。她的本科學習於1952年在荷蘭萊頓大學開始，後來畢業於Albertus Magnus College（BA 1953）和波士頓大學法學院（LL.B. 1956），後來在麻薩諸塞州獲授執業律師資格。她是麻薩諸塞州法律年度調查的編輯。
從1963年至1967年，Heckler擔任州長麻薩諸塞州議員，1964年和1968年擔任共和黨全國代表大會代表，並當選為第90屆至第97屆國會的共和黨議員（1967年1月3日 - 1983年1月3日），任內曾投票支持1968年民權法案。 Heckler於1975年獲得了強生威爾士大學的榮譽博士學位。